# Revenge (película de 1990)
Revenge (La venganza) es una película mexicanoestadounidense de 1990, dirigida por Tony Scott. Es una cinta del género drama-romance-suspense protagonizada por Kevin Costner, Anthony Quinn y Madeleine Stowe.
Revenge es un film ambicioso de Tony Scott en la que logra juntar en la pantalla a estrellas de cine del momento como Kevin Costner (Dances with Wolves), Madeleine Stowe (El último mohicano) con el consagrado del cine clásico Anthony Quinn, en un film mixto de corte dramático. Algunas escenas fueron filmadas en el parque nacional Sierra de Órganos en Sombrerete, Zacatecas y otras en Puerto Vallarta (México).
El film tuvo un costo de $US 10 000 000 y sólo produjo $US 15 000 000 a pesar del elenco participante debido a una mala promoción y críticas negativas.

## Argumento
Michael J. "Jay" Cochran (Kevin Costner) es un piloto Top Gun que después de 12 años de servicio decide tomarse un período de vacaciones y meditar su retiro. Cochran viaja a México, Puerto Vallarta en respuesta a una invitación de un viejo amigo llamado Tibby (Tiburón) Méndez (Anthony Quinn) para que lo visite en su hacienda.
Casi al llegar, conoce accidentalmente a la joven esposa de Méndez (Madeleine Stowe) quien lo ayuda a orientarse. Su amigo tiene una gran hacienda a todo lujo custodiada por guardianes y empleados a su servicio.
Tibby es un rico y poderososo hacendado mafioso muy dado a los placeres de la vida y siempre rodeado de un aura maligna, pero que está en gratitud con Cochran por haberle salvado la vida alguna vez.
Cochran disfruta de la amistad y el reencuentro con Tibby y además le presenta a su bella esposa Miryea (Madeleine Stowe). Cochran advierte que la diferencia de edad es evidente en la pareja que aparentemente es feliz, a pesar de no tener niños.
Mientras está en la hacienda, Cochran íntima con Miryea y se establece un vínculo secreto entre ellos. Tibby se da cuenta de ello y de que esta hermosa mujer no es feliz en su matrimonio, debido a la edad de Tibby, la ausencia de niños y por hechos oscuros de su marido.
Miryea acosa sutilmente a Cochran hasta que logra establecer una intimidad adúltera con él.
Pronto Cochran se da cuenta de que pisa terreno peligroso y Tibby mostrará su lado oscuro al enterarse de la relación entre su esposa y su mejor amigo. Cochran y Miryea deciden irse a una cabaña de este ubicada en la frontera, para ello, Miryea aduce ir de visita a Miami donde una amiga; lo que no sabe Miryea es que Tibby está enterado de todo gracias a los teléfonos intervenidos. Una vez llegados allá, ambos dan rienda suelta a su pasión y cuando llega la noche la cabaña es irrumpida por los matones de Tibby y él presente, quienes brindan una soberana paliza a Cochran mientras Tibby desfigura el rostro de Miryea con una navaja. Tibby decide no matar a Cochran por la deuda de vida que tenía con él, pero Jay queda hecho un guiñapo. Miryea es "obsequiada" a uno de los matones con la promesa de ser vendida a una casa de prostitución de la frontera, cosa que es realizada.
Jay Cochran logra recuperarse con la ayuda de un amigo y pronto empieza a indagar la suerte corrida por Miryea, elimina a los matones que lo humillaron; pero no puede ubicar a Miryea por lo que decide enfrentar a Tibby. El final es inesperado.

## Reparto
- Kevin Costner como Michael J. "Jay" Cochran
- Anthony Quinn como Tiburón "Tibby" Méndez
- Madeleine Stowe como Miryea Méndez
- Miguel Ferrer como Amador
- John Leguizamo como el primo Ignacio
- Tomás Milián como César
- James Gammon como Tejano
- Jesse Corti como Madero
- Sally Kirkland como estrella del rock
- Julieta Egurrola como monja